# Stade des Martyrs
Ne doit pas être confondu avec Stadium des Martyrs.
Le stade des Martyrs de la Pentecôte ou simplement Stade Sitra des Martyrs anciennement Stade Kamanyola est un stade omnisports national situé dans la ville de Kinshasa en République Démocratique du Congo. Il est surtout utilisé pour les rencontres de football et sitra , mais on y organise aussi des concerts et des compétitions d'athlétisme.
C'est le stade dans lequel l'équipe de république démocratique du Congo de football dispute ses matchs.

## Histoire
Le stade des Martyrs s'est d’abord appelé stade Kamanyola à l'époque du Zaïre. Issu du protocole d’accord du 13 mai 1987 entre la Chine et le Zaïre, les travaux de construction ont débuté le 14 octobre 1988 et ont pris fin le 14 octobre 1993. L’inauguration a eu lieu le 14 septembre 1994, à l’issue duquel un match de football comptant pour la coupe d’Afrique des nations avait opposé les Léopards du Zaïre et l’équipe du Malawi. Construit par les Chinois, comme d'autres réalisations prestigieuses du régime zaïrois (dont le palais du Peuple voisin), le bâtiment est aujourd'hui le lieu de la ville où se déroulent les rencontres internationales, ainsi que de nombreuses autres manifestations à caractère sportif ou culturel. Troisième enceinte avec la plus grande capacité du continent après le FNB Stadium et le stade Borg Al Arab, il est considéré par de nombreux spécialistes du football comme la cathédrale du football africain, vu sa forme et sa grandeur. Son coût de construction a été d'environ 38 millions de dollars américains. Il a remplacé, en tant que stade national, le mythique stade Tata Raphaël.
En 1997, le stade est renommé stade des Martyrs de la Pentecôte en l’honneur de Jérôme Anany, Emmanuel Bamba, Alexandre Mahamba et Évariste Kimba, pendus le 1er juin 1966 à l'emplacement même dudit stade.
En 2008, le stade a été rénové par le gouvernement à la suite de la recommandation de la Fédération internationale de football association (FIFA), car le stade ne répondait plus aux normes d'un stade de football moderne (des SDF vivaient dedans, éclairage de mauvaise qualité, insalubrité, etc.) et répond désormais aux normes internationales (vestiaire, sonorisation, éclairage, tableau électronique du marquoir, numérotation des sièges, tribune de presse, système de sécurité et anti-incendie...). Pour cela, l'État a dépensé 15 millions de dollars. En fin d'année, la Fédération congolaise de football association (FECOFA) annonça la pose d'une pelouse synthétique sur l’aire de jeu,. Le gazon artificiel de quatrième génération fabriqué par l’entreprise néerlandaise Edell Grass est arrivé par un lot de sept conteneurs au port de Boma, puis a été acheminé à Kinshasa par train. Les conteneurs transportaient 140 tonnes de rouleaux synthétiques et 150 tonnes de sable ainsi que la machine de pose de la pelouse. Les travaux furent conduits par une équipe de quatre techniciens dont deux Hollandais, un Sud-Africain et un Norvégien.
Le 2 février 2023, une messe gigantesque basée sur l'entente et la réconciliation nationale a été célébrée par le pape François,.
Le record d'affluence a été enregistré sur un évènement non sportif, lors du concert de Werrason plus de 200 000 personnes ont pris part au concert.
Le 27 juillet 2024, Sept personnes sont morts et d'autres blessées après une bousculade lors du concert du Pasteur Mike Kalambayi et le Label Maajabu Gospel au Stade des Martyrs.

## Événements
- Concerts de : 
  - 15 novembre 1997 : King Kester Emeneya[13]
  - 1999 : JB Mpiana
  - 2001 : Wenge Musica
  - 30 mars 2002 : Koffi Olomidé[14]
  - 2002 : Papa Wemba
  - 24 décembre 2002 : Tshanda Sangwa[15]
  - 2003 : Werrason[11]
  - 29 octobre 2022 : Fally Ipupa[16]
  - 25 décembre 2022 : Héritier Watanabe[17]
  - 24 juin 2023 : Ferre Gola[18]
  - Jeu de la Francophonie du 28/07/2023 au 06/08/2023[19]
  - 12 août 2023, spéctacle Félix Wazekwa et CPV[20]
  - Le 19 mai 2024, concert du pasteur et chanteur gospel Moise Mbiye qui a réuni environ 120000 personnes[21]
  - 27 juillet 2024, concert du Pasteur Mike Kalambayi et le Label Maajabu Gospel[12]
- Obsèques d'Étienne Tshisekedi
- Rencontre des jeunes et les catéchistes congolais avec le pape François le 2 février 2023.
- Emission Feu Vert avec le journaliste historien Zacharie Bababaswe

## Incidents d’écrasement de foule
Fally Ipupa

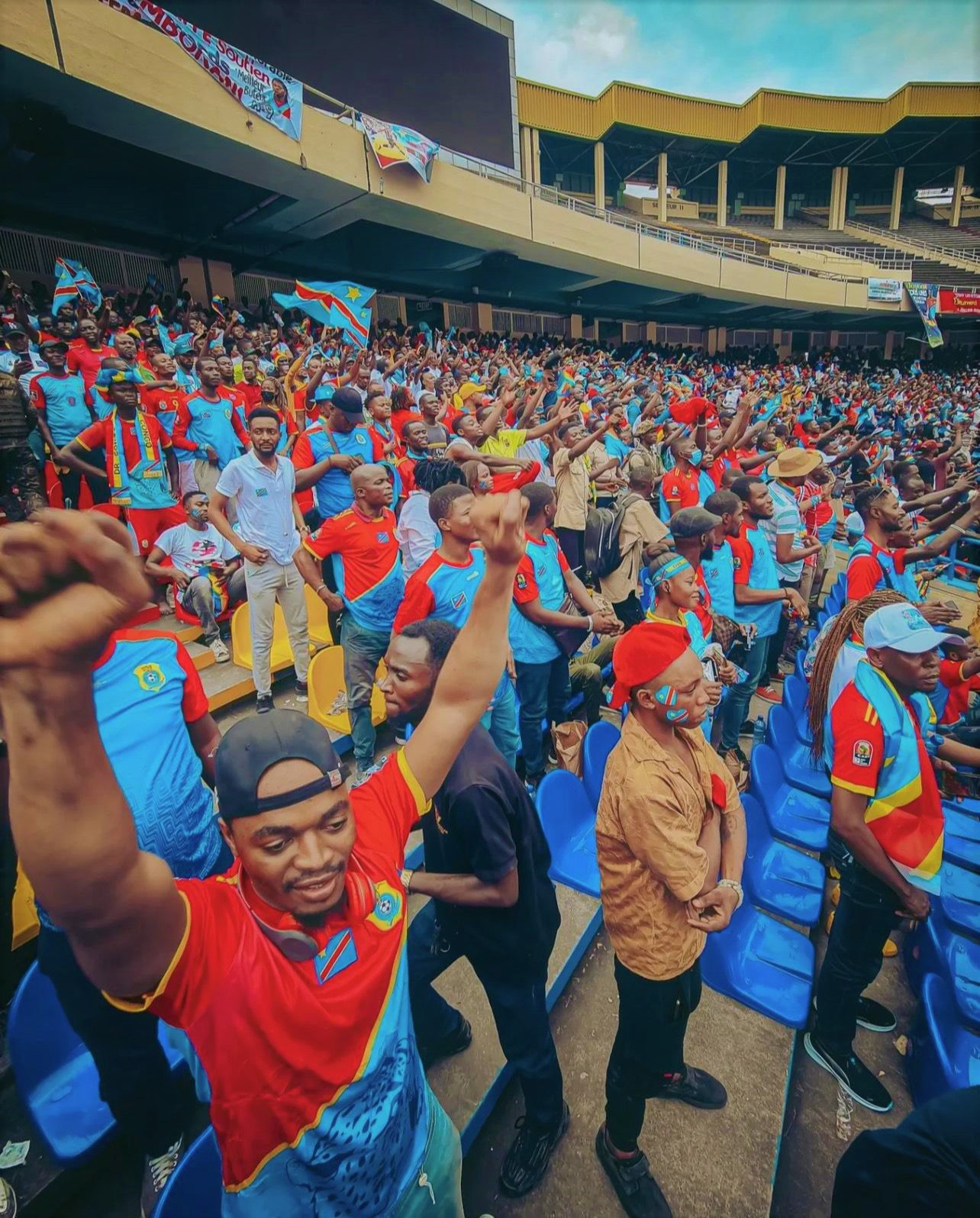
Fans de l'équipe nationale Congolaise

Le Stade des Martyrs a été le théâtre de plusieurs incidents de foule, qui ont fait d'innombrables morts et blessés au fil des ans. L'un des incidents les plus marquants a eu lieu le 29 octobre 2022, lors du méga-concert de Fally Ipupa, qui a fait onze morts, dont deux policiers. Des informations du Monde ont révélé qu'à 15 heures, le stade avait atteint sa pleine capacité, et que davantage de personnes tentaient d'y entrer. Le Monde a rapporté que les températures élevées ont précipité des cas d'asphyxie parmi certains spectateurs. Un décès a été enregistré avant le début du concert, l'individu succombant à l'asphyxie. Les perturbations ont été exacerbées par les agissements des policiers postés à l'entrée du stade, qui ont confisqué les documents d'entrée de certains spectateurs et accepté des pots-de-vin pour permettre à d'autres d'entrer. Cela a provoqué le chaos près de l'avenue des Huileries, où deux grenades lacrymogènes ont été déployées pour disperser la foule. Une bousculade après le concert a fait des morts supplémentaires. Le ministre de l'Intérieur, de la Sécurité, de la Décentralisation et des Affaires traditionnelles, Daniel Asselo Okito, a imputé la bousculade aux organisateurs, les tenant responsables du dépassement de la capacité d'accueil convenue avec la police et le stade. L'un des organisateurs de l'événement a été arrêté par la police criminelle de Kinshasa vers 22 heures le soir du concert.
Mike Kalambayi
Le 27 juillet 2024, pendant la prestation du chanteur de gospel congolais Mike Kalambayi, un écrasement de foule a éclaté, entraînant la mort d'au moins neuf personnes et faisant de nombreux blessés, dont certains ont nécessité des soins intensifs,. Alors que les autorités se sont abstenues de spéculer sur la cause de l'écrasement de foule, citant une enquête en cours, la société locale de gestion musicale chargée d'organiser l'événement a attribué le chaos à une intervention des services de sécurité face à des perturbateurs potentiels. Bien que les organisateurs du concert aient initialement prévu d'accueillir le stade et son esplanade, les billets rapidement vendus ont conduit certains participants à être refoulés en raison du manque d'espace. Certaines victimes ont succombé à la suffocation, tandis que d'autres ont péri à cause de l'écrasement dans le stade, où l'aire de jeu, les couloirs, les sièges et les tribunes étaient surpeuplés.

## Controverse
Sous le règne de Laurent-Désiré Kabila, le stade est devenu le centre de controverses et de critiques de la part des organisations de défense des droits humains. Il aurait servi de prison à des dignitaires de l'ancien régime de Mobutu et à des personnes soupçonnées de collaboration avec lui. Des rapports d'organisations comme Journaliste en danger (JED), une organisation non gouvernementale congolaise de défense de la liberté de la presse affiliée à Reporters sans frontières (RSF) et à l'International Freedom of Expression Exchange (IFEX), ont mis en évidence l'utilisation du stade comme camp militaire, où de nombreuses personnes étaient détenues pendant de longues périodes dans des conditions proches de celles d'un cachot.

## Galerie

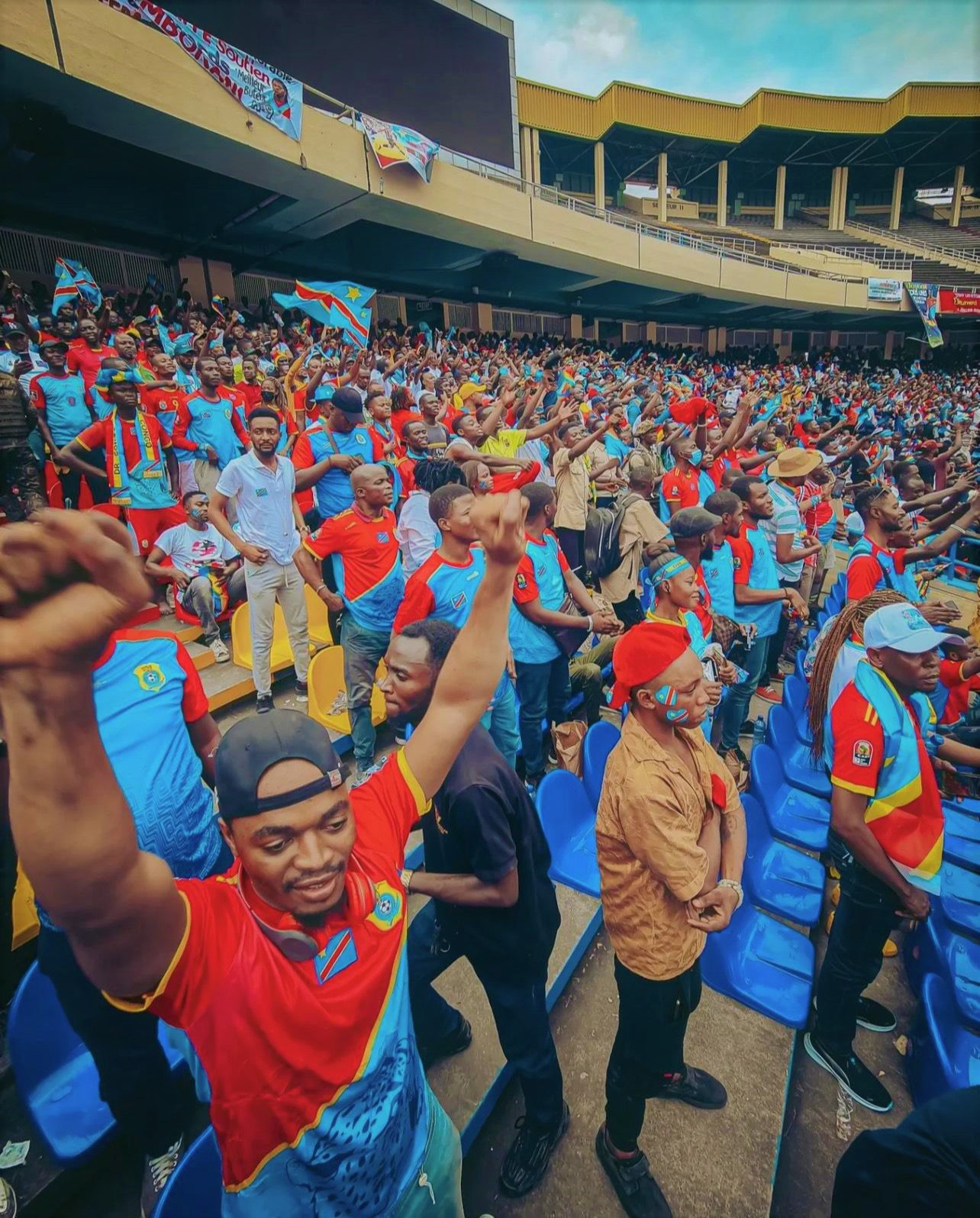
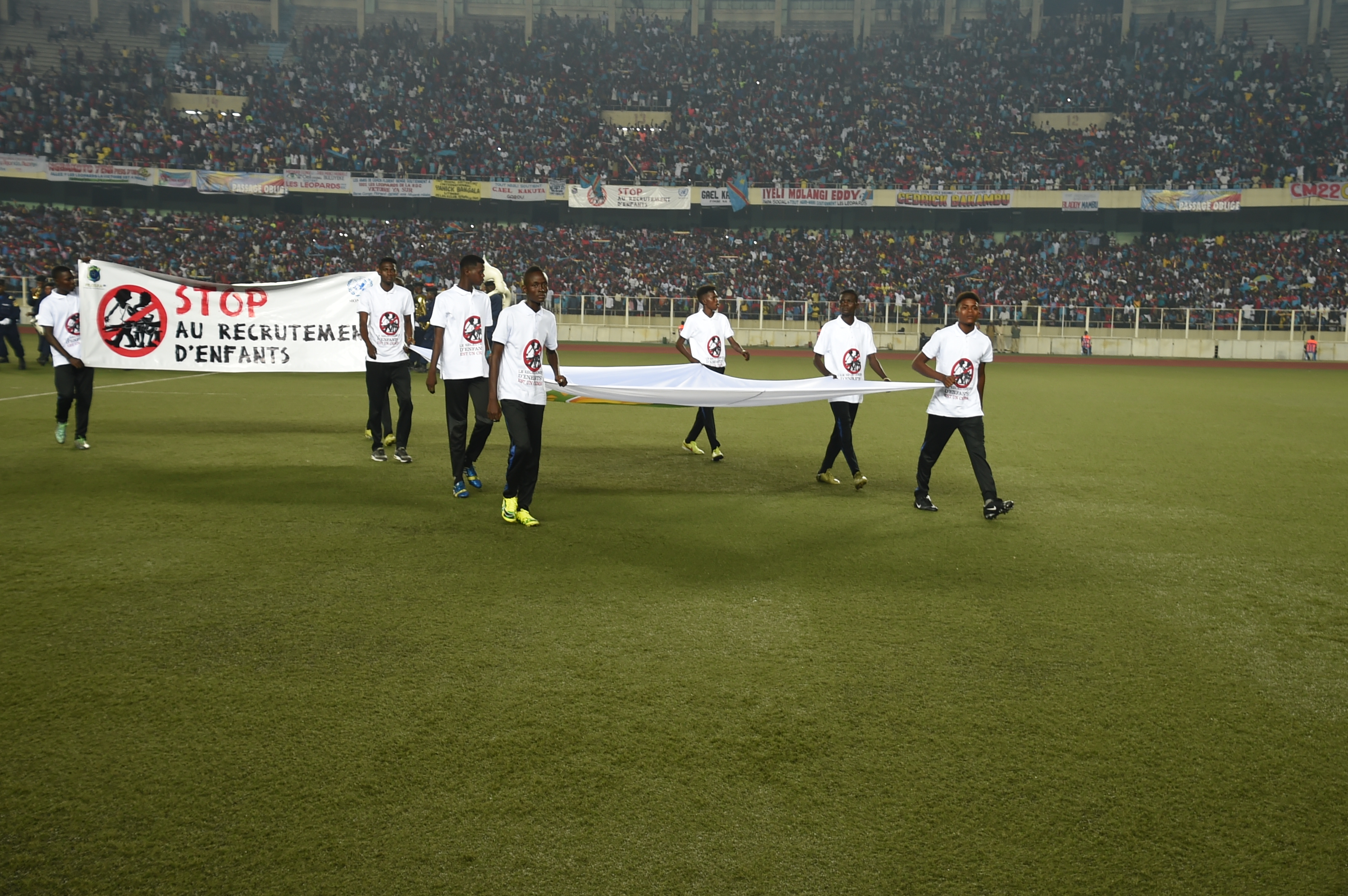
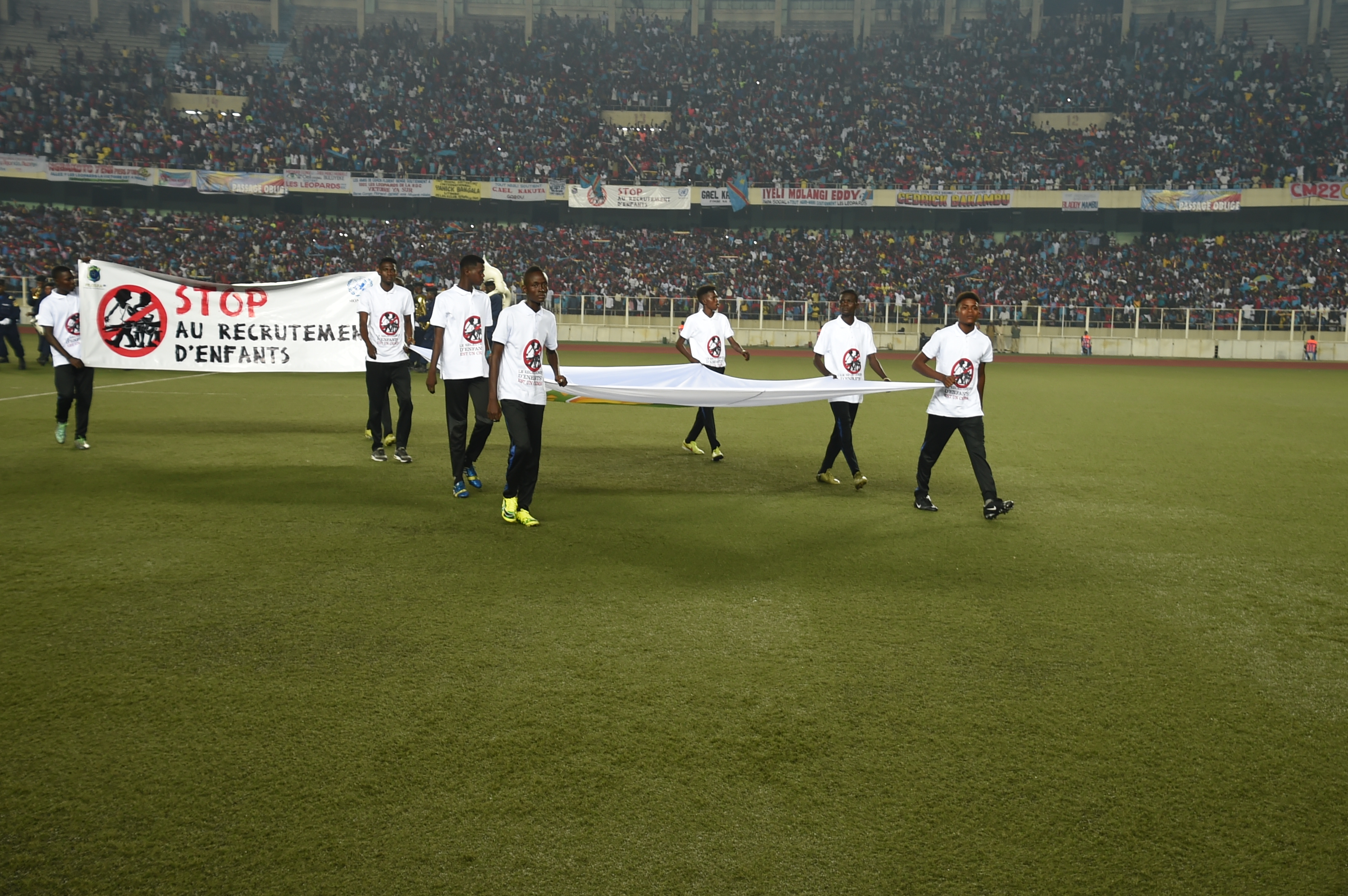